# 5 eurocentů

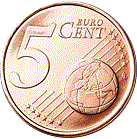
lícová strana mince

Mince 5 eurocentů je hodnotou třetí nejmenší a velikostí čtvrtá nejmenší mince (z celkem 8 mincí) měny euro.
Tato mince je vyrobena z oceli (94,35 %) pokryté vrstvou mědi (5,65 %). Má průměr 21,25 mm, sílu 1,67 mm a hmotnost 3,92 g. Hrana mince je hladká. Všechny mince mají společnou lícovou stranu, ale mince jednotlivých zemí mají rozdílnou rubovou stranu. Mince 5 centů (stejně jako 1 cent a 2 centy) zobrazuje umístění Evropy ve světě. Je vidět polokoule s Evropou, Afrikou a Asií se zvýrazněním původních patnácti členů Evropské unie.

## Rubová strana
- Andorra – kamzík středozemní a orlosup bradatý
- Belgie – podobizna krále Belgičanů Filipa a jeho monogram „FP“ umístěný pod korunou
- Estonsko – mapa Estonska a nápis „Eesti“ (estonsky Estonsko)
- Finsko – finský heraldický lev převzatý z markky
- Francie – portrét Marianne, symbolu Francouzské republiky ztělesňujícího svobodu
- Chorvatsko - hlaholice s chorvatským šachovnicovým vzorem v pozadí
- Irsko – tradiční irská harfa
- Itálie – koloseum v Římě, známý římský amfiteátr, který byl otevřen v roce 80 n. l.
- Kypr – muflon jako symbol kyperské přírody
- Litva – Vytis, státní znak Litvy
- Lotyšsko – malý státní znak Lotyšska
- Lucembursko – portrét velkovévody Henriho
- Malta – neolitický chrám Mnajdra
- Monako – erb monackých knížat
- Německo – větvička německého dubu převzatá z dřívějšího feniku
- Nizozemsko – portrét krále Viléma-Alexandra a nápis „Willem-Alexander Koning der Nederlanden“
- Portugalsko – královská pečeť z roku 1134
- Rakousko – prvosenka jarní, květina rakouských Alp
- Řecko – moderní námořní tanker, symbol pokroku řecké námořní dopravy
- San Marino – kostel sv. Kvirína
- Slovensko – vrch Kriváň ve Vysokých Tatrách
- Slovinsko – obraz rozsévače, který seje 30 hvězd, byl namalován Ivanem Groharem
- Španělsko – katedrála v Santiagu de Compostela, jedno z nejznámějších poutních míst světa
- Vatikán – znak papeže Františka